# Йонишкис
Йо̀нишкис (на литовски: Joniškis; жемайтийски диалект: Juonėškis; на полски: Janiszki; на немски: Jonischken) е град в Северна Литва, Шауляйски окръг. Административен център е на Йонишка община и Йонишка енория. Заема площ от 8,95 км2.

## География
Градът се намира в етнографската област Жемайтия. Разположен е на 14 километра от границата с Латвия, на 253 километра северозападно от Вилнюс, на 38 километра северно от Шауляй и 117 километра южно от Рига.

## История
Наречен на името на Вилнюския епископ – Йонас.
През 1992 година е възстановен историческият герб на града, изобразяващ Архангел Михаил, убиващ дракон.
За дата на основаване на града се счита 1523 или 1526 година. В средата на XIX век през града преминава пътя до Рига. Както и в други места в Литва, голяма част от населението се съставлява от евреи – 4774 души. В годините между световните войни, тук е имало еврейско училище и синагога.
От 1933 г. е обявен за град. Районен център от 1950 г.

## Население
Населението на града възлиза на 8505 души (по приблизителна оценка от януари 2018 г.).
Демографско развитие

## Личности
- Адомас Варнас – литовски художник, фотограф и филантроп
- Юозас Киселиус – литовски актьор
- Лорънс Харви – британски актьор

## Побратимени градове
- Бад Сегеберг, Германия
- Карлскуга, Швеция
- Олбор, Дания
- Солнок, Унгария
- Хусавик, Исландия
- Шедсму, Норвегия